# Picamilon
El Picamilon (también conocido como nicotinoil-GABA, Pycamilon y Pikamilon, entre otras denominaciones) es un suplemento dietético formado mediante la combinación de niacina con GABA. Fue desarrollado en la Unión Soviética en 1969 por la All-Union Vitamins Scientific Research Institute, y posteriores estudios en Rusia y Japón como un profármaco de GABA.
El Picamilon se vende en los Estados Unidos como un suplemento dietético, mientras que en Rusia se vende sin receta médica. Los derechos del fármaco pertenecen a la compañía farmacéutica rusa NPK ECHO ("НПК ЭХО").

## Mecanismo de acción
El Picamilon es capaz de atravesar la barrera hematoencefálica y luego ser hidrolizado en GABA y niacina. El GABA liberado en teoría activaría los receptores GABA potencialmente productoras de respuestas ansiolíticas. El segundo componente liberado, la niacina, actuaría como un fuerte vasodilatador, que podría ser útil para el tratamiento de la migraña, pese a que en la migraña se ve una vasodilatación, quizás como epifenómeno.

## Posibles aplicaciones terapéuticas
En Rusia, el Picamilon se utiliza para el tratamiento de las siguientes enfermedades:
- Alteraciones en el flujo sanguíneo cerebral (isquemia aguda y subaguda; en rehabilitación de accidentes cerebrovasculares isquémicos, insuficiencia crónica del flujo sanguíneo cerebral).
- Vasoneurosis.
- Astenia.
- Depresión.
- Psicosis Senil.
- Alcoholismo (síndrome de abstinencia), intoxicación aguda etílica.
- Migraña.
- Traumatismo craneoencefálico.
- Infecciones neurológicas.
- Glaucoma primaria de ángulo abierto (para la estabilización de la función visual).